# Sven Regener

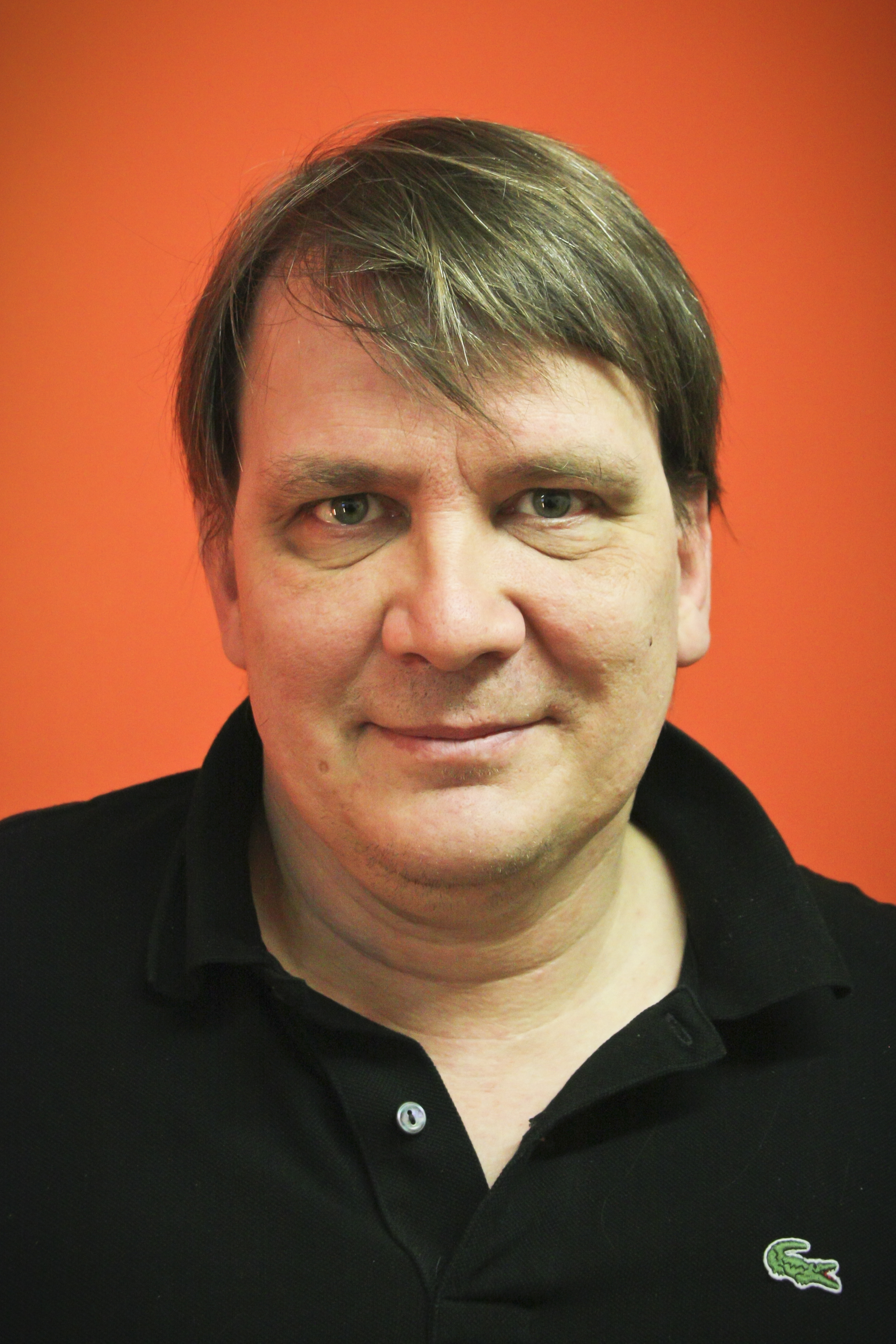
Sven Regener, 2010

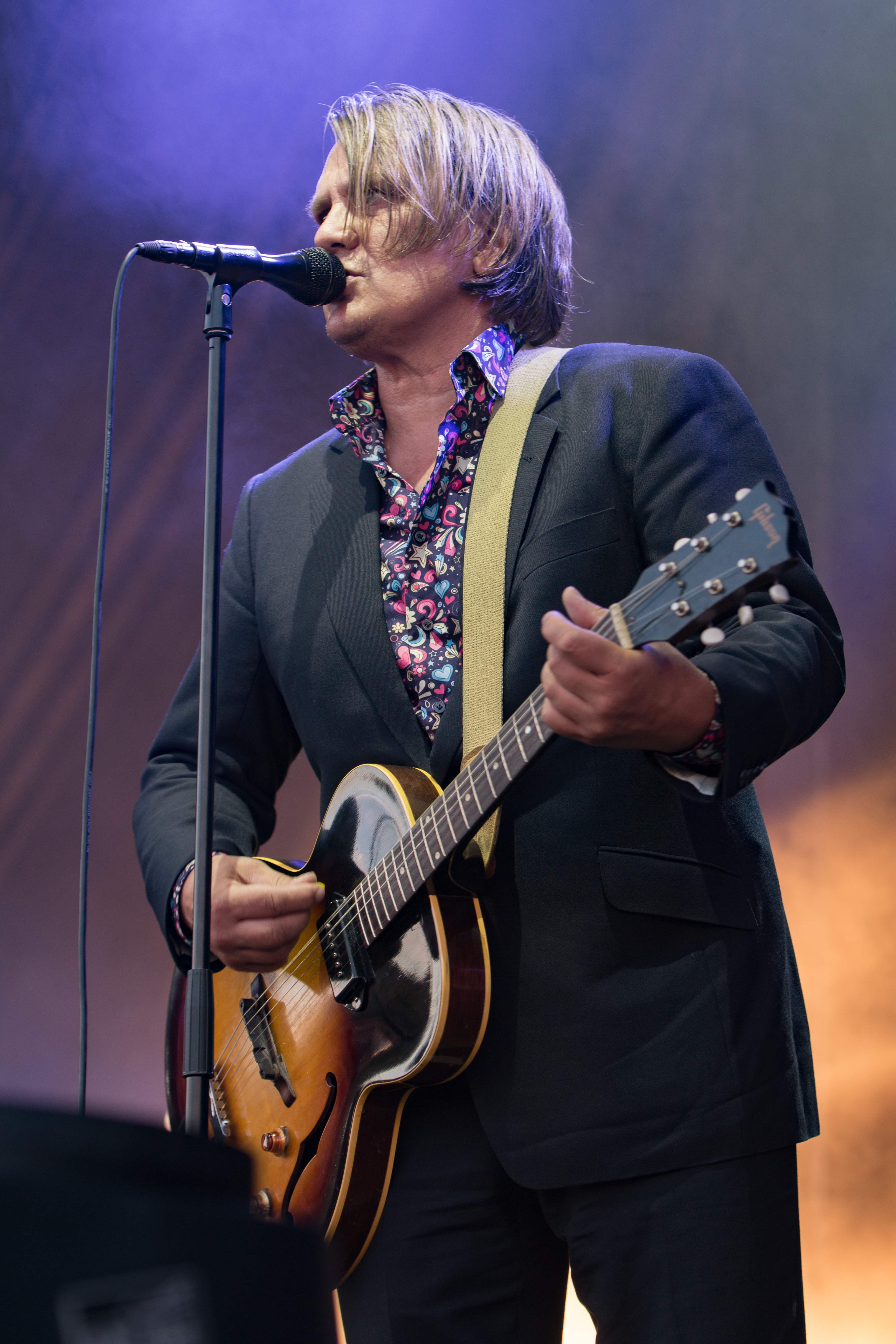
Regener bei einem Konzert von Element of Crime, 2015

Sven Regener (* 1. Januar 1961 in Bremen) ist ein deutscher Musiker, Schriftsteller und Drehbuchautor. Bekannt geworden ist er zunächst durch die Band Element of Crime, später mit seinem Roman Herr Lehmann und dem Drehbuch zum gleichnamigen Film sowie mit den weiteren Romanen der „Lehmann-Serie“, Neue Vahr Süd, Der kleine Bruder, Magical Mystery, Wiener Straße und Glitterschnitter.

## Leben
Sven Regener wuchs in der Neuen Vahr und in Blockdiek in Bremen auf. Im Alter von 16 Jahren war er Sekretär des Kommunistischen Jugendbundes Bremen. Nach dem Abitur am Gymnasium an der Kurt-Schumacher-Allee (KSA) 1980 wurde er zur Bundeswehr eingezogen. Während der Rekrutenzeit verweigerte er schließlich den Wehrdienst, wozu man sich seinerzeit einer sogenannten Gewissensprüfung unterziehen musste. Seine Bundeswehrzeit diente Regener auch als Vorlage für seinen Roman Neue Vahr Süd. Anschließend begann er ein Studium der Musikwissenschaften in Hamburg und an der TU Berlin, das er später abbrach. Seit 1971 spielt er klassische Gitarre, seit 1976 Trompete, seit 1985 Klavier und auch E-Gitarre. Nachdem er bereits beim Kommunistischen Bund Westdeutschland (KBW) in einem Spielmannszug „Ensembleerfahrungen“ gesammelt hatte, nahm er 1982 seine erste LP mit der Band Zatopek auf. 1984 stieß er zu der Band Neue Liebe, einer weiteren Post-Punk-Band. 1985 gründete er in Berlin Element of Crime, in der er singt sowie Gitarre und Trompete spielt; für diese Band schreibt er seither auch nahezu alle Liedtexte. Gemeinsam mit Richard Pappik, dem Schlagzeuger von Element of Crime, und dem Pianisten Ekki Busch veröffentlichte er unter dem Titel Ask Me Now (nach einem Stück von Thelonious Monk) im März 2021 ein rein instrumentales Jazz-Album, dem im Folgejahr mit Things to Come ein zweites Album folgte; Wolf Kampmann zufolge nähert sich dort sein „schnoddriger“ Trompetenklang noch weiter an seinen Stimmvortrag bei Element of Crime an.
2001 veröffentlichte Regener seinen ersten Roman, Herr Lehmann, der die letzten Monate vor dem Mauerfall in Berlin-Kreuzberg aus der Sicht des Kneipenmitarbeiters Frank Lehmann beschreibt. Das Buch erreichte eine Auflage von über einer Million Exemplaren. Regener verfasste auch das Drehbuch für Leander Haußmanns gleichnamige Verfilmung mit Christian Ulmen in der Titelrolle, wofür ihm der Deutsche Filmpreis in Gold und der Deutsche Drehbuchpreis verliehen wurden. 2004 erschien sein zweiter Roman Neue Vahr Süd, ein Prequel zu Herr Lehmann, in dem Lehmanns Alltag 1980 in Bremen und bei der Bundeswehr erzählt wird. Am 1. September 2008 erschien der dritte Band, Der kleine Bruder, das detailliert Lehmanns erste beide Tage 1980 in Berlin schildert. Im Dezember 2009 brachten Regener und Leander Haußmann zusammen eine Bühnenfassung des Kleinen Bruders mit Studenten des bat-Studiotheaters der Hochschule für Schauspielkunst „Ernst Busch“ Berlin heraus. 2010 feierte Neue Vahr Süd, die Verfilmung seines gleichnamigen Romans, Premiere. Regener war am Drehbuch nicht beteiligt.
2011 veröffentlichte er sein Buch Meine Jahre mit Hamburg-Heiner, eine Zusammenfassung eines während der Band-Tourneen entstandenen Blogs. Ab August 2012 drehte Regener die Komödie Hai-Alarm am Müggelsee mit Haußmann.  Der Film lief am 14. März 2013 in den deutschen Kinos an. 2013 folgte der Roman Magical Mystery oder: Die Rückkehr des Karl Schmidt, der das Leben einer Figur aus Herr Lehmann weiter erzählt. 2015 erschien in Zusammenarbeit mit Andreas Dorau das Buch Ärger mit der Unsterblichkeit mit biographischen Geschichten aus Doraus Leben.
In einem Interview der Sendung Zündfunk des Bayerischen Rundfunks 2012 nahm Regener Stellung zum Urheberrecht und kritisierte Internetunternehmen wie Google mit seinem Videoportal YouTube sowie die Piratenpartei, wodurch die öffentliche Debatte über eine Reform des Urheberrechts zusätzlich angeschoben wurde. Christopher Lauer erwiderte die Kritik im gleichen Format. Im Mai 2012 gehörte Regener zu den Erstunterzeichnern des Aufrufs „Wir sind die Urheber“, mit dem gegen Angriffe auf das Urheberrecht und gegen den Diebstahl geistigen Eigentums protestiert wird. Daraufhin veröffentlichten Aktivisten aus dem Umfeld von Anonymous die Privatadresse und die Telefonnummer von Regener und anderen Prominenten, die den Aufruf unterzeichnet hatten.
2016 hielt Regener eine Brüder-Grimm-Vorlesungsreihe an der Universität Kassel. Als „Die Danksager“ gestalteten Leander Haußmann und Regener 2017 einen Abschiedsabend zum Ende der Intendanz von Claus Peymann am Berliner Ensemble. Im selben Jahr erschien der Roman Wiener Straße, der Regeners Titelhelden Lehmann ins Berlin-Kreuzberg Anfang der 1980er-Jahre begleitet. Das Buch gelangte im selben Jahr auf die Longlist des Deutschen Buchpreises. Er ist Mitgründer des PEN Berlin.
Regener lebt in Berlin-Prenzlauer Berg. Er ist mit der Musikmanagerin Charlotte Goltermann verheiratet und hat zwei Kinder. Seine Tochter Alexandra Regener sang bei den Element-of-Crime-Liedern Der weiße Hai und Karin, Karin mit.

## Preise und Ehrungen

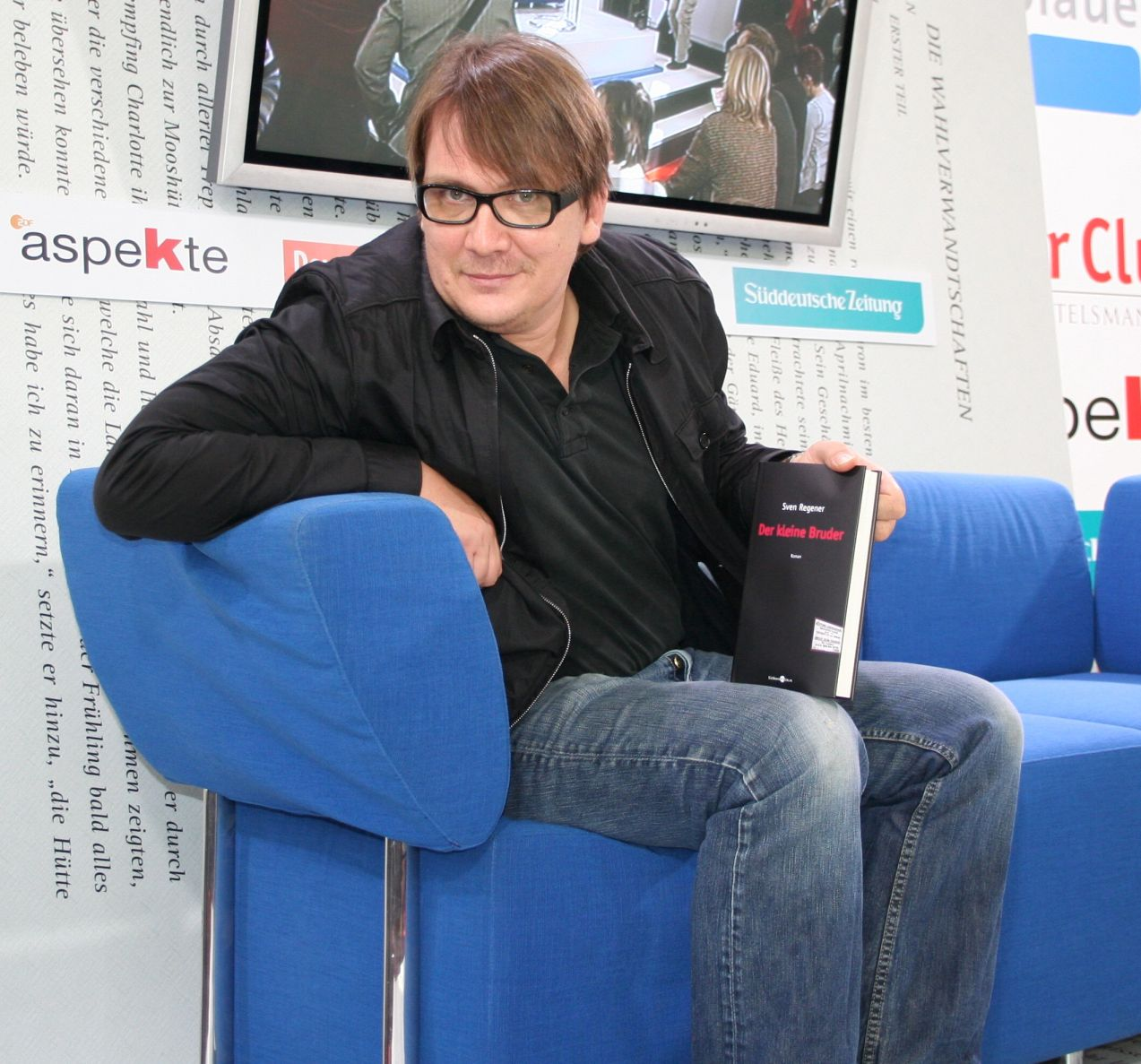
Regener 2008 auf der Frankfurter Buchmesse

- 2008 Award der Zeitschrift kulturnews für „Der kleine Bruder“
- 2011 Ehren-Preis der deutschen Schallplattenkritik[27]
- 2012 Deutscher Hörbuchpreis als „Bester Interpret“ für Meine Jahre mit Hamburg-Heiner
- 2016 Carl-Zuckmayer-Medaille
- 2016 Deutscher Musikautorenpreis
- 2016 Brüder-Grimm-Gastprofessur der Universität Kassel
- 2017 Nominierung für den Deutschen Buchpreis (Longlist) für Wiener Straße
- 2022 Jonathan-Swift-Preis[28]
- 2022 Sondermann-Preis für Komische Kunst

## Bücher
Neben den Texten der Lieder von Element of Crime veröffentlichte Regener folgende Bücher, wobei die Romane Herr Lehmann, Neue Vahr Süd und Der kleine Bruder als die „Lehmanntrilogie“ gelten. Mit Magical Mystery, Wiener Straße und Glitterschnitter sind drei weitere Romane zum literarischen Kosmos um Frank Lehmann hinzugekommen.
- Herr Lehmann. Roman, Eichborn, Frankfurt am Main 2001, ISBN 3-8218-0705-9 (verfilmt 2003).
- Neue Vahr Süd. Roman, Eichborn, Frankfurt am Main 2004, ISBN 3-8218-0743-1 (verfilmt 2010).
- mit Germar Grimsen: Angulus Durus – Traum eines lächerlichen Menschen. Ein Katastrophenfilm, Roman, Eichborn, Frankfurt am Main 2006, ISBN 978-3-8218-0760-7.
- Der kleine Bruder. Roman, Eichborn, Berlin 2008, ISBN 978-3-8218-0744-7.
- Meine Jahre mit Hamburg Heiner. Logbücher, Galiani, Berlin 2011, ISBN 978-3-86971-035-8.
- Magical Mystery oder: die Rückkehr des Karl Schmidt. Roman, Galiani, Berlin 2013, ISBN 978-3-86971-073-0 (verfilmt 2017).
- mit Andreas Dorau: Ärger mit der Unsterblichkeit. Galiani, Berlin 2015, ISBN 978-3-86971-108-9.
- Wiener Straße. Roman, Galiani, Berlin 2017, ISBN 978-3-86971-136-2.
- Glitterschnitter. Roman, Galiani, Berlin 2021, ISBN 978-3-86971-234-5.
- Zwischen Depression und Witzelsucht. Humor in der Literatur. Galiani, Berlin 2024, ISBN 978-3-86971-310-6.

## Hörbücher
- Sven Regener liest Herr Lehmann, Roof Music, Bochum 2002
- Sven Regener liest Neue Vahr Süd, Roof Music, Bochum 2004
- Sven Regener liest Der kleine Bruder, Roof Music, Bochum 2008
- Sven Regener liest Meine Jahre mit Hamburg-Heiner, Bochum 2011
- Sven Regener liest Magical Mystery, Roof Music, Bochum 2013
- Sven Regener liest quer Die Köln-Lesungen, Roof Music, Bochum 2014
- Sven Regener, Leander Haußmann: Hai-Alarm am Müggelsee, Roof Music, Bochum 2014
- Sven Regener liest Franz Kafka: Amerika, ungekürzte Lesung, Roof Music, Bochum 2014
- Sven Regener liest Franz Kafka: Der Prozeß, ungekürzte Lesung, Roof Music, Bochum 2016, ISBN 978-3-86484-399-0.
- Sven Regener liest Wiener Strasse, Roof Music, Bochum 2017
- Sven Regener liest Glitterschnitter, Roof Music, Bochum 2021
- Sven Regener liest Zwischen Depression und Witzelsucht. Humor in der Literatur, Roof Music, Bochum 2024

## Drehbücher
- 2004: Herr Lehmann
- 2013: Hai-Alarm am Müggelsee (mit Leander Haußmann)
- 2017: Magical Mystery oder: Die Rückkehr des Karl Schmidt

## Soundtracks
- 2013: Hai-Alarm am Müggelsee
- 2014: Alles inklusive